# Martin Stranzl
Martin Stranzl (ur. 16 czerwca 1980 w Güssing) – austriacki piłkarz grający na pozycji środkowego obrońcy.

## Kariera klubowa
Stranzl pochodzi z małej miejscowości Güssing. Swoją karierę rozpoczął w klubie SV Güssing i występował w drużynie młodzieżowej. W 1997 roku przeszedł do niemieckiego TSV 1860 Monachium, gdzie najpierw występował w juniorach, potem w drużynie rezerw, a w 1998 roku został włączony do kadry pierwszego zespołu TSV 1860, a 1 maja 1999 zadebiutował w Bundeslidze w przegranym 1:4 wyjazdowym meczu z Hansą Rostock. W sezonie 1999/2000 Martin grał już w większej liczbie meczów monachijskiego zespołu i zajął z nim wysokie 4. miejsce w lidze. W sezonie 2000/2001 zadebiutował w europejskich pucharach, a konkretnie w Pucharze UEFA, a sezonu 2001/2002 nie mógł zaliczyć do udanych, gdyż niemal pół roku stracił na leczenie kontuzji. W TSV 1860 Stranzl występował jeszcze przez kolejne dwa sezony, ale w swoim ostatnim, 2003/2004, zespół spadł do 2. Bundesligi.
Latem 2004 Stranzl przeszedł za 650 tysięcy euro do VfB Stuttgart. W barwach tego klubu w lidze zadebiutował 8 sierpnia w wygranym 4:2 meczu z 1. FSV Mainz 05. W VfB grał w podstawowej jedenastce i w sezonie 2004/2005 zajął z tym zespołem 5. miejsce w lidze kwalifikując się tym samym do Pucharu UEFA. W Stuttgarcie austriacki obrońca występował także w rundzie jesiennej sezonu 2005/2006. Łącznie wystąpił w 45 ligowych spotkaniach dla VfB i strzelił 1 gola.
Na początku 2006 roku Stranzl odszedł z VfB i za 4,5 miliona euro do Spartaka Moskwa. W moskiewskim klubie stworzył blok obronny wraz z Argentyńczykiem Clemente Rodríguezem i Czechami Radoslavem Kováčem oraz Martinem Jiránkiem. Ze Spartakiem wywalczył wicemistrzostwo Rosji, a na jesieni wystąpił w rozgrywkach grupowych Ligi Mistrzów. W 2007 i 2009 roku także zostawał ze Spartakiem wicemistrzem Rosji.
| Sezon     | Klub                     | Kraj   | Rozgrywki     | Mecze | Bramki |
| --------- | ------------------------ | ------ | ------------- | ----- | ------ |
| 1998/99   | TSV 1860 Monachium       | Niemcy | Bundesliga    | 3     | 0      |
| 1999/00   | TSV 1860 Monachium       | Niemcy | Bundesliga    | 22    | 0      |
| 2000/01   | TSV 1860 Monachium       | Niemcy | Bundesliga    | 22    | 1      |
| 2001/02   | TSV 1860 Monachium       | Niemcy | Bundesliga    | 7     | 1      |
| 2002/03   | TSV 1860 Monachium       | Niemcy | Bundesliga    | 19    | 2      |
| 2003/04   | TSV 1860 Monachium       | Niemcy | Bundesliga    | 23    | 0      |
| 2004/05   | VfB Stuttgart            | Niemcy | Bundesliga    | 29    | 1      |
| 2005/06   | VfB Stuttgart            | Niemcy | Bundesliga    | 15    | 0      |
| 2006      | Spartak Moskwa           | Rosja  | Priemjer-Liga | 25    | 0      |
| 2007      | Spartak Moskwa           | Rosja  | Priemjer-Liga | 19    | 2      |
| 2008      | Spartak Moskwa           | Rosja  | Priemjer-Liga | 17    | 0      |
| 2009      | Spartak Moskwa           | Rosja  | Priemjer-Liga | 19    | 1      |
| 2010      | Spartak Moskwa           | Rosja  | Priemjer-Liga | 15    | 0      |
| 2010/2011 | Borussia Mönchengladbach | Niemcy | Bundesliga    | 17    | 1      |
| 2011/2012 | Borussia Mönchengladbach | Niemcy | Bundesliga    | 22    | 0      |
| 2012/2013 | Borussia Mönchengladbach | Niemcy | Bundesliga    | 28    | 5      |
| 2013/2014 | Borussia Mönchengladbach | Niemcy | Bundesliga    | 30    | 2      |
| 2014/2015 | Borussia Mönchengladbach | Niemcy | Bundesliga    | 19    | 0      |
| 2015/2016 | Borussia Mönchengladbach | Niemcy | Bundesliga    | 4     | 0      |

## Kariera reprezentacyjna
W reprezentacji Austrii Stranzl zadebiutował 29 marca 2000 roku w zremisowanym 1:1 towarzyskim spotkaniu ze Szwecją. Z Austrią występował w eliminacjach do MŚ 2002, Euro 2004, MŚ 2006 i MŚ 2010, a także był w 23-osobowej kadrze Austrii na Euro 2008.